# Calythea nigra
Calythea nigra är en tvåvingeart som beskrevs av Ackland 1971. Calythea nigra ingår i släktet Calythea och familjen blomsterflugor. Inga underarter finns listade i Catalogue of Life.